# Mihajlo Apostolski
Mihajlo Apostolski, makedonski partizan, general, politik, zgodovinar, vojaški teoretik in narodni heroj, * 8. november 1906, † 7. avgust 1987.

## Življenjepis
Generalpolkovnik JLA v rezervi Apostolski je bil pred drugo svetovno vojno generalštabni major. NOG se je pridružil leta 1941. Postal je član pokrajinskega štaba NOV in POM. 1945 je bil imenovan za pomočnika načelnika generalštaba JLA. Med 1946 in 1952 je bil poveljnik sarajevske vojne oblasti in načelnik višje vojaške akademije JLA. Istočasno je bil direktor inštituta za nacionalno zgodovino Makedonije.
Na drugem zasedanju Avnoja je bil izvoljen za poslanca in za člana prezidija ASNOMa. Po osvoboditvi je bil izvoljen za poslanca zvezne ljudske skupščine.
Bil je član MAZU, dopisni član SAZUja in član sveta federacije.

## Bibiliografija
- Spomladanska operacija 1944. v Makedoniji
- Končne operacije za osvoboditev Makedonije